# Coleophora alnifoliae
Coleophora alnifoliae (лат.) — вид молевидных бабочек-чехлоносок (Coleophoridae).
Европа

## Описание
Мелкая молевидная бабочка. Размах крыльев 12—13 мм. Бабочки имеют золотисто-коричневую окраску с кремовым или беловатым передним краем переднего крыла и встречаются в основном в июле и августе. Гусеница образует ряд чехликов, сделанных из частей листа кормовго растения ольхи (Alnus). В одном из них вид зимует, а в некоторых популяциях дважды, прежде чем вырастет во взрослую особь. Некоторые популяции производят взрослых особей только раз в два года.

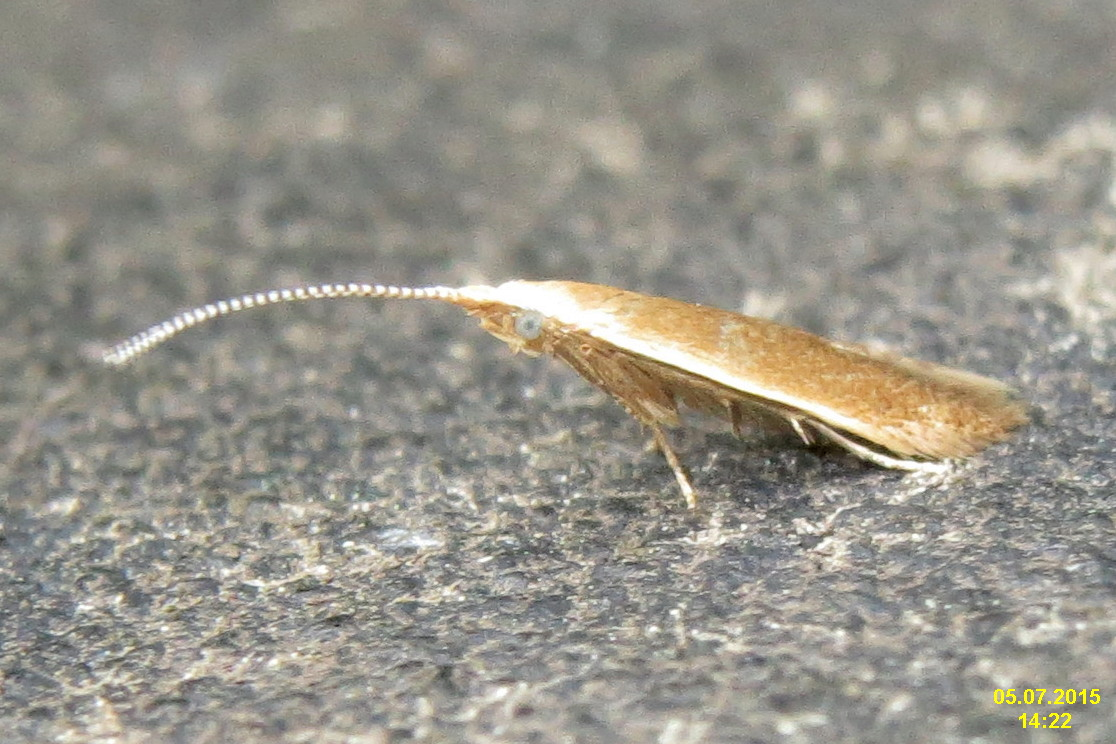
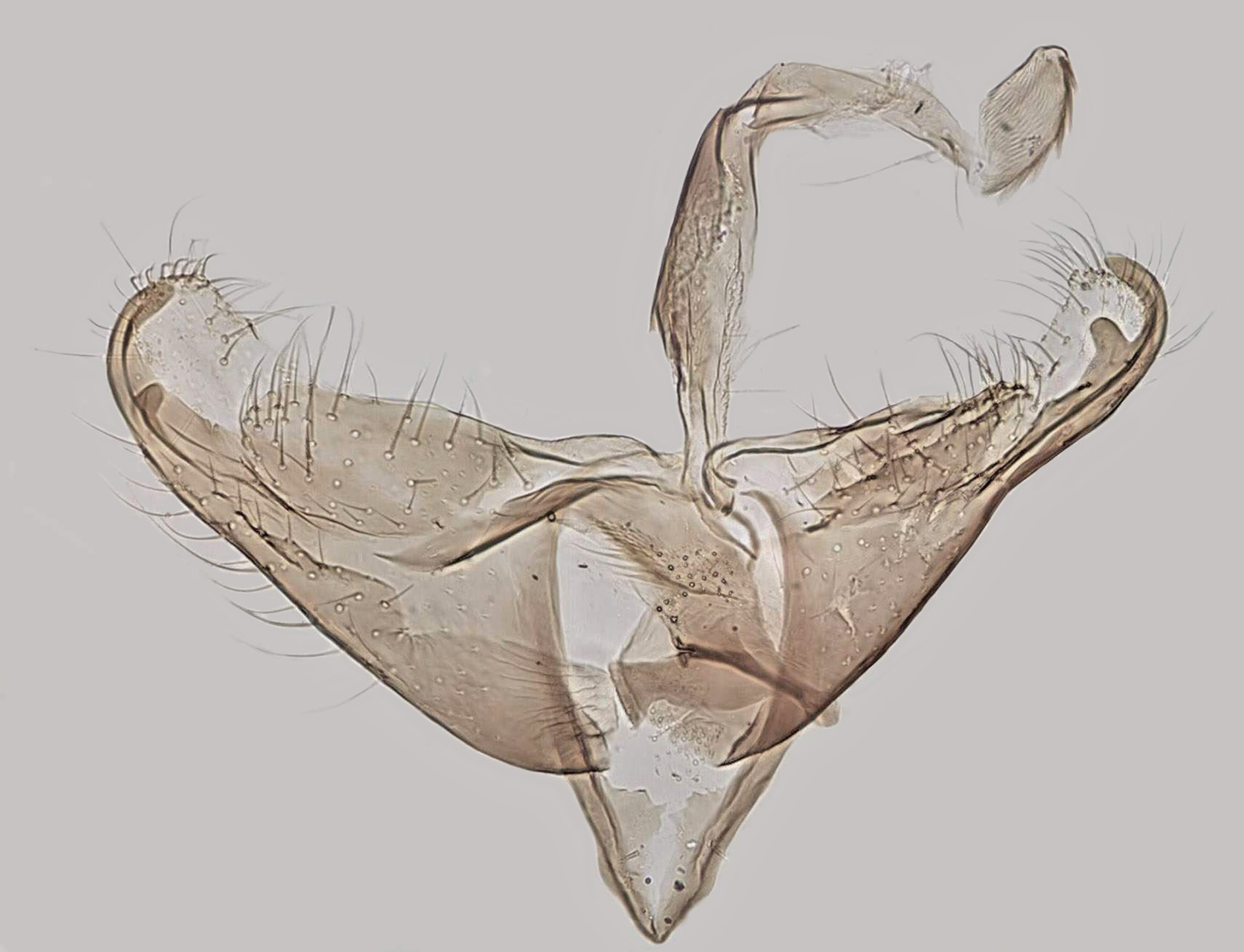